# Guy Guillabert
Guy Guillabert est un rameur français né le 28 janvier 1931 à Villefranche-d'Albigeois et mort le 4 septembre 2009 à Châtellerault. 

## Biographie
Guy Guillabert dispute avec René Guissart, Gaston Mercier et Yves Delacour l'épreuve de quatre sans barreur aux Jeux olympiques d'été de 1956 à Melbourne, où il remporte la médaille de bronze. 